# Louise Plowright
Louise Plowright (Cheshire, 1956-Londres, 1 de marzo de 2016) fue una actriz británica.
Plowright ha tenido una destacada carrera en la televisión y el teatro musical. En televisión, es conocida por interpretar a Julie Cooper, una peluquera áspera, en la telenovela EastEnders de 1989 a 1990. En el teatro musical, debutó en el West End en 1999 con el papel de Tanya en Mamma Mia! y luego fue ascendida al papel principal de Donna, que interpretó durante cuatro años.
Debido a problemas de salud, Plowright se retiró de la producción y fue reemplazada por Harriet Thorpe en el musical Wicked el 22 de abril de 2013.
Falleció el 1 de marzo de 2016 a los 58 años, debido a cáncer de páncreas.

## Obra[2]
- 1985, EastEnders
- 1989, Wogan
- 1989, Mack the Knife
- 2005, Grange Hill